# 제33회 서울독립영화제
제33회 서울독립영화제는 2007년 11월 22일에 열린 시상식이다.

## 수상 및 후보

### 대상
- 소이연 - 김진만 수상

### 최우수작품상
- 살기 위하여 - 이강길 수상

### KT&G상상마당상
- 무림일검의 사생활 - 장형윤 수상

### 네이버상
- 투수, 타자를 만나다 - 권상준 수상

### 코닥상
- 알게 될거야 - 김영제 수상

### 독불장군상
- 살기 위하여 - 이강길 수상

### 관객상
- 전장에서 나는 - 공미연 수상

### YES24상
- 아스라이 - 김삼력 수상

### 영진위 영문자막 프린트지원
- 김판수 당선, 그 후 - 이정현
- 사과 - 안세훈
- 저항의 상상력 - 김우경 외 여러명
- 무림일검의 사생활 - 장형윤

### 경쟁부문 - 단편
- 목욕 - 이미랑
- 십분간 휴식 - 이성태
- 적의 사과 - 이수진
- 더 박스 - 박용제
- 프랑스 중위의 여자 - 백승빈
- 불한당들 - 장훈
- 한 - 나홍진
- 새끼 여우 - 이유림
- 00씨의 하루 - 박정훈
- 올드 랭 사인 - 소준문
- 십우도4-득우, 두 모과 - 이지상
- 전병 파는 여인 - 김동명
- 유령 소나타 - 안선경
- 더 버드 - 김성길
- 밥묵자 - 민성아
- 소년은 자란다 - 배성근
- 그림의 떡 - 박재현
- 친구집 - 이창희
- 이웃 - 이도윤
- 자살변주 - 김선
- 언/고잉 홈 - 김영란
- 나를 떠나지 말아요 - 신이수
- 나 너 우리 모두 - 유지원
- 슈퍼맨의 하루 - 이은천
- 불을 지펴라 - 이종필
- 열정 가득한 이들 - 유승조
- 아이들은 잠시 외출했을 뿐이다 - 남다정
- 사랑은 뇌를 타고 - 유혜민
- In The Cold Cold Night 02_Metronome - 기채생
- 나를 고발하라 - 성지은 외 2명

### 경쟁부문 - 장편
- Tower Crane - 서원태
- 회색도시 - 구자환
- 나의 노래는 - 안슬기
- 슈퍼 따릉이 - 이명훈
- out : 이반검열 두 번째 이야기 - 이영
- 도다리 - 박준범
- 소리 아이 - 백연아
- 낮술 - 노영석
- 서울, 귀와 머리칼 - 정재웅
- 할매꽃 - 문정현

### 깜짝 상영작
- 적의 사과 - 이수진
- 무림일검의 사생활 - 장형윤
- 사랑은 뇌를 타고 - 유혜민